# Щекавица
Щекавица (Скавика, Олеговка, Олегова гора) — гора в Киеве над Подолом. Щекавица имеет заметное историческое значение как для Киева, так и для всей Киевской Руси.
Сразу за Подолом, огибая его с южной стороны, находятся три вытянутых в одну линию горы: южная, ближайшая к летописной «Горе» (Старокиевской) — Замковая гора (Киселёвка, Фроловская гора); далее, на северо-запад — Щекавица, а за ней, наиболее удалена от Днепра, — Юрковица (Иорданские высоты).
Не вызывает сомнений, что Щекавица называлась так уже в эпоху Мономаха, так её именовали в XVIII столетии, так она называется и в нынешнее время.
Происхождение топонима Щекавица связывают с именем одного из основателей Киева — Щека.
Возле подножия горы находятся славянские захоронения предхристианского периода VIII—IX столетий. На самой горе, как говорят легенды, был похоронен Вещий Олег:

«И погребли его на горе, что зовется Щекавицей. Есть же могила его и до сегодня. Называется та могила Олеговою» (Повесть временных лет, 912 год).

К горе ведёт улица, которая ныне называется Олеговской.
На горе расположены Старообрядное кладбище и мечеть Ар-Рахма.

## Этимология
В. К. Былинин предложил тюркскую этимологию из *cheka/chekan, 'боевой топор'. В. В. Иванов и В. Н. Топоров считают, что название горы произошло от диалект. щека — 'крутой берег реки'. И. М. Железняк разделяет названия Щекавица и Скавика — первое произошло из прасл. *kōṷ c префиксом šče-; второе — из *kavyka 'кавычка', 'закорючка' с протезой на s-.